# San Marco (Rom)
Die Kirche San Marco, vollständig Basilica di San Marco Evangelista al Campidoglio (lat.: Sancti Marci) ist eine Basilica minor und Titelkirche in Rom. Sie ist die Regionalkirche der Venezianer.
Sie liegt an der Piazza San Marco und ist fast vollständig vom Palazzo Venezia, der einstigen römischen Niederlassung der Serenissima Repubblica di San Marco, umgeben. Der Kreuzgang der Kirche ist zugleich Hof des Palazzos.

## Geschichte
Die Kirche wurde vom römischen Bischof Marcus zwischen 337 und 340 an Stelle eines älteren Oratoriums gegründet und zwischen 827 und 844 unter Papst Gregor IV. umgebaut. Beim Bau des Palazzo Venezia im 15. Jahrhundert wurde die Kirche nochmals wesentlich verändert. Die Renaissance-Fassade wurde wahrscheinlich von Giuliano da Maiano gestaltet. Das Innere der Kirche wurde 1740 bis 1750 von Filippo Barigioni im Barockstil restauriert.

## Ausstattung

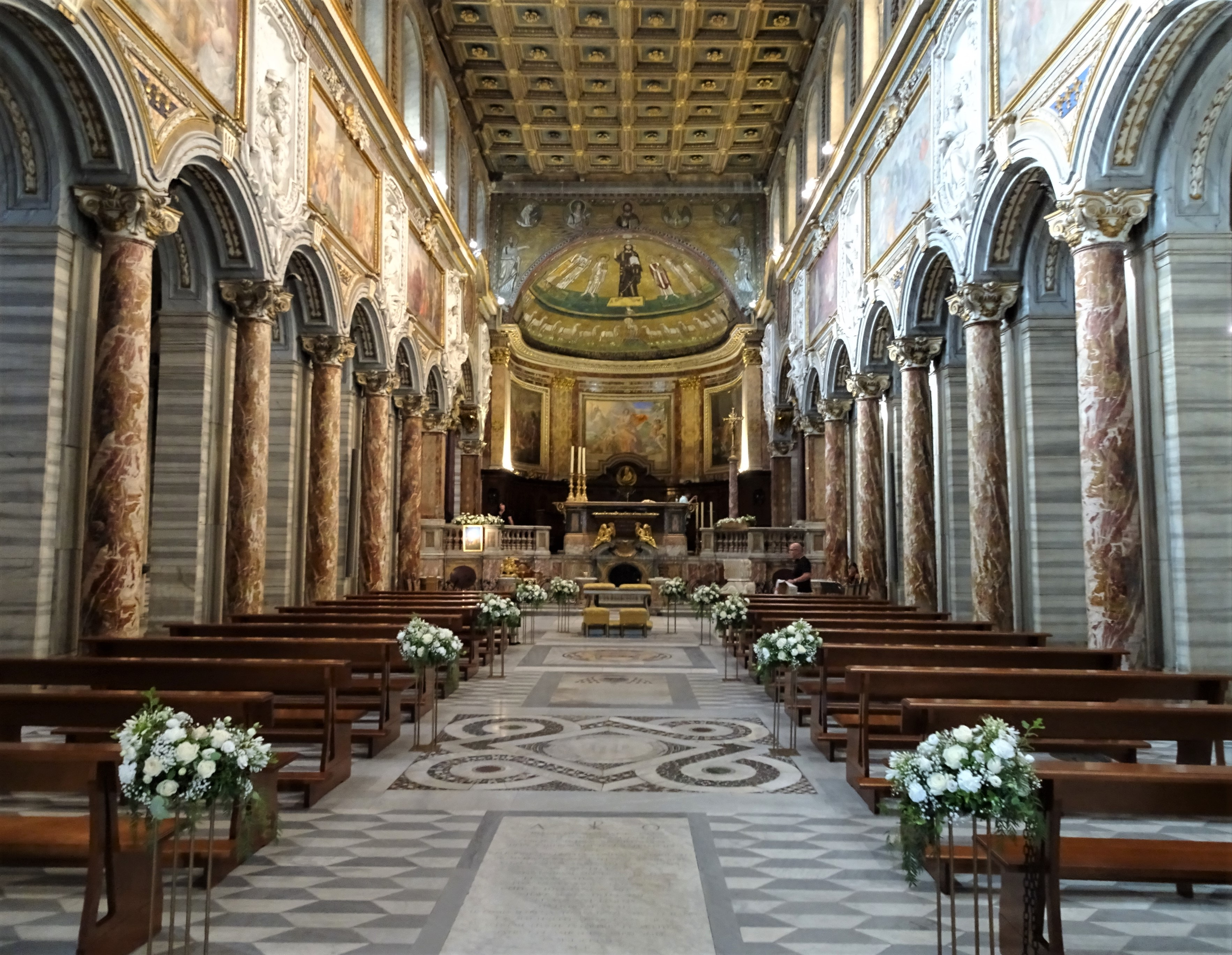
Innenraum

Das Mosaik in der Apsis stammt aus dem 9. Jahrhundert und zeigt Christus in dunklem Gewand, die Rechte zum Segen erhoben. In der linken Hand hält er ein geöffnetes Buch, auf dem die Worte „Ego sum lux, ego sum vita, ego sum resurrectio“ (Ich bin das Licht, ich bin das Leben, ich bin die Auferstehung) zu sehen sind. Rechts neben Christus sind Papst Marcus (mit Messgewand und Pallium), der hl. Agapitus und die hl. Agnes zu sehen. Links befinden sich der hl. Felicissimus, der Evangelist Markus und Papst Gregor IV. Da Letzterer zur Zeit der Entstehung des Mosaiks noch lebte, ist er mit einem eckigen Heiligenschein dargestellt.
Die Kassettendecke wurde im 15. Jahrhundert von Giovannino und Marco de’ Dolci geschaffen.
In der Vorhalle befinden sich mehrere frühchristliche Grabsteine, sowie der Grabstein der Vanozza de’ Cattanei, der Geliebten des Kardinals Rodrigo Borgia.
Der heutige Kardinalpriester Angelo De Donatis war bis 2014 Pfarrer der Pfarrei San Marco.

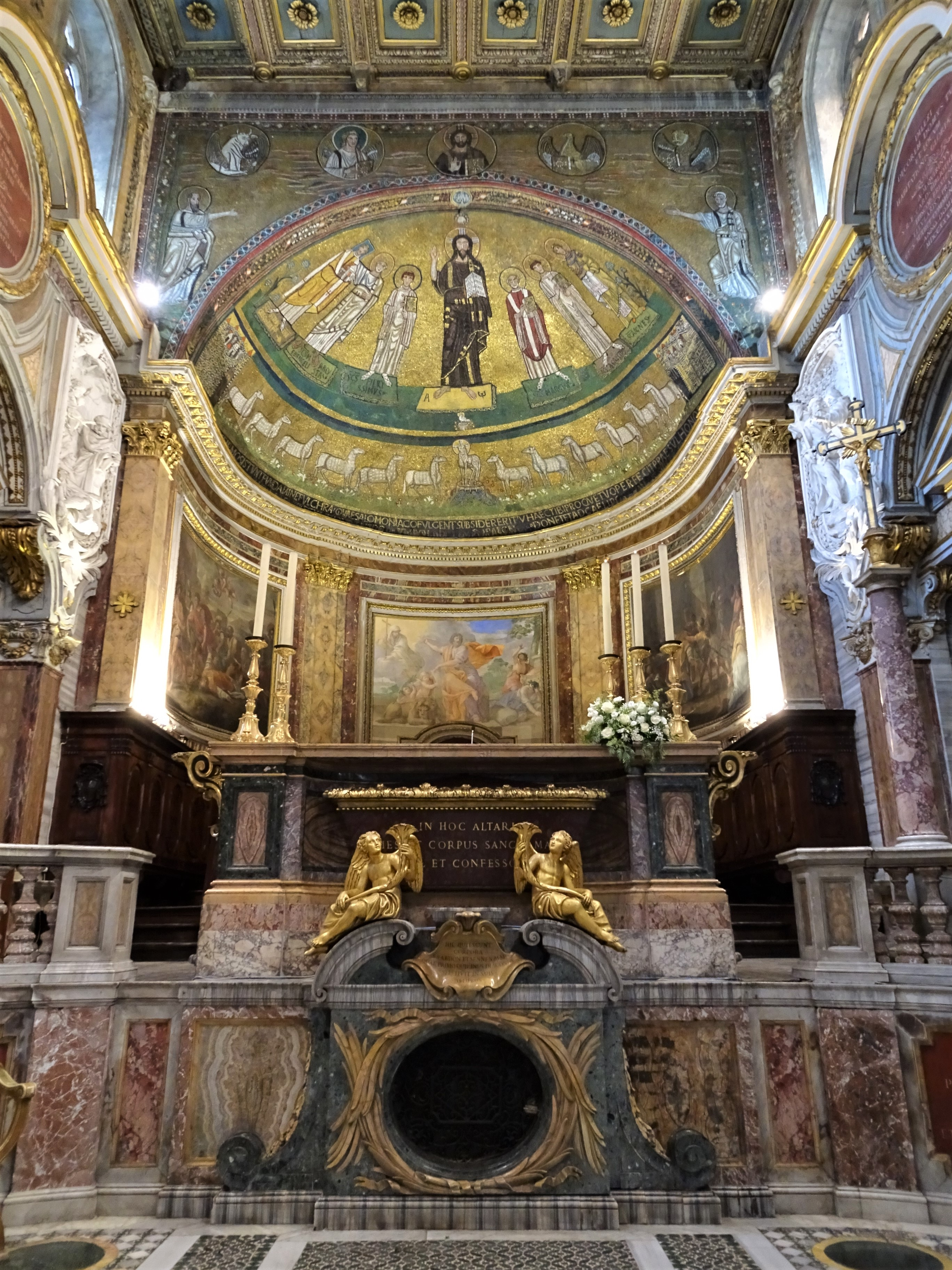
Hochaltar und Apsismosaik
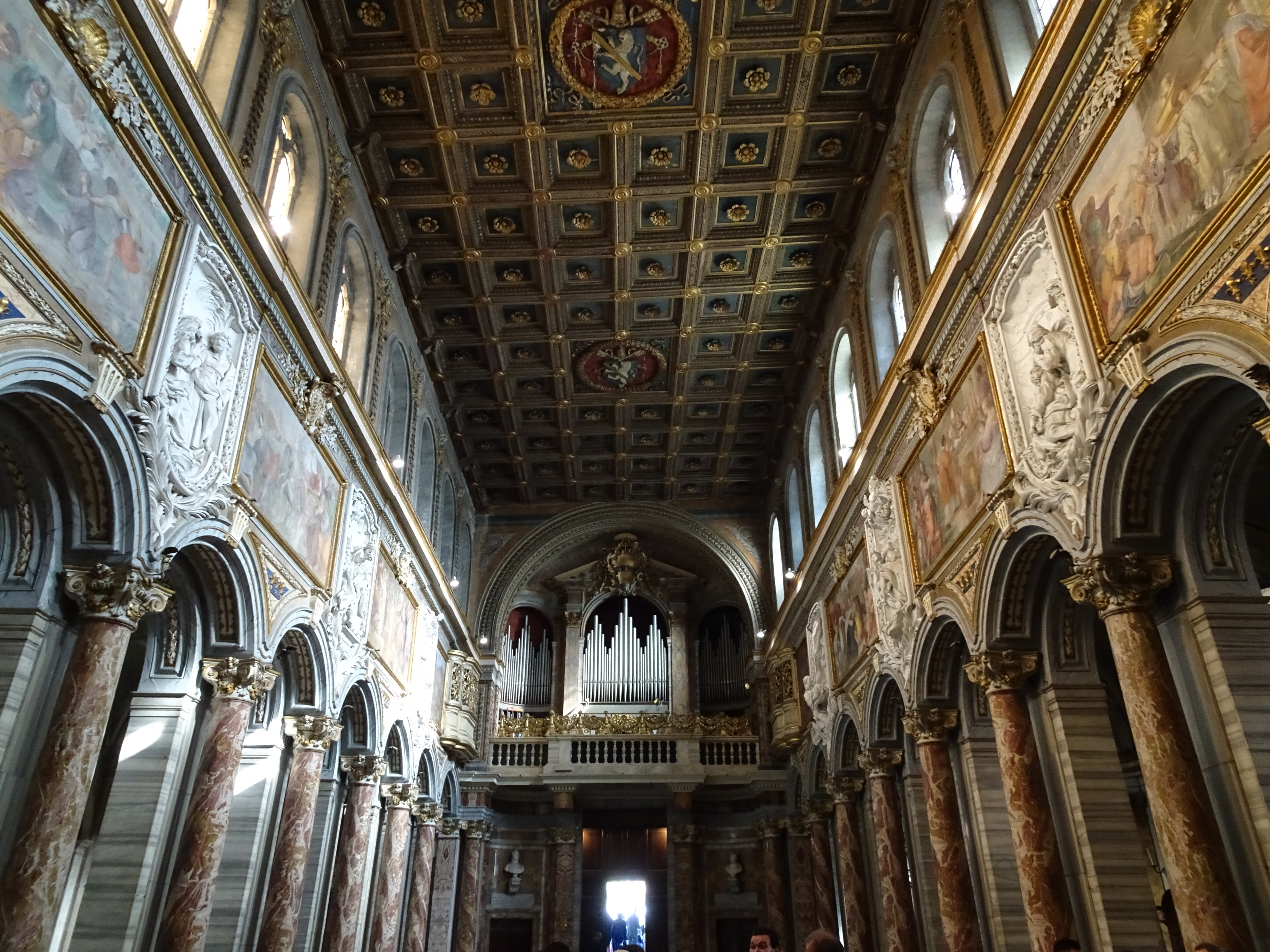
Kassettendecke und Orgelempore
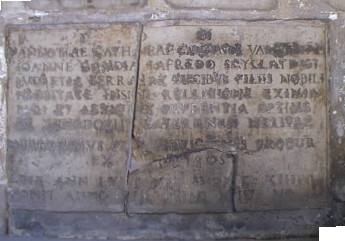
Grabstein von Vanozza de’ Cattanei